# La llamada del menestral
«La llamada del menestral» (titulado originalmente en inglés, «The Bidding of the Minstrel») es un poema del escritor británico J. R. R. Tolkien, publicado por su hijo Christopher de forma póstuma en el segundo volumen de El libro de los cuentos perdidos. Forma parte de una serie de poemas dedicados al personaje de Eärendel, más tarde conocido como Eärendil en el legendarium del autor, y está precedido por «El viaje de Eärendel, la estrella vespertina» y sucedido por «Las costas de Faëry».
Según una nota que J. R. R. Tolkien escribió en una de sus versiones, este poema fue compuesto durante el invierno de 1914 en el n.º 59 de St. John's Street, en Oxford (Inglaterra), donde vivía antes de graduarse. El poema original era mucho más extenso y fue titulado «El menestral renuncia a su canto»; en posteriores versiones, este título fue cambiado por «La balada del menestral» y finalmente por «La llamada del menestral». Se conservan algunos borradores preliminares que carecen de título y están poco desarrollados, con cambios mínimos entre ellos, además de la versión final, que consta de treinta y seis versos pareados con rima ABAB simple.